# Lilja Mósesdóttir

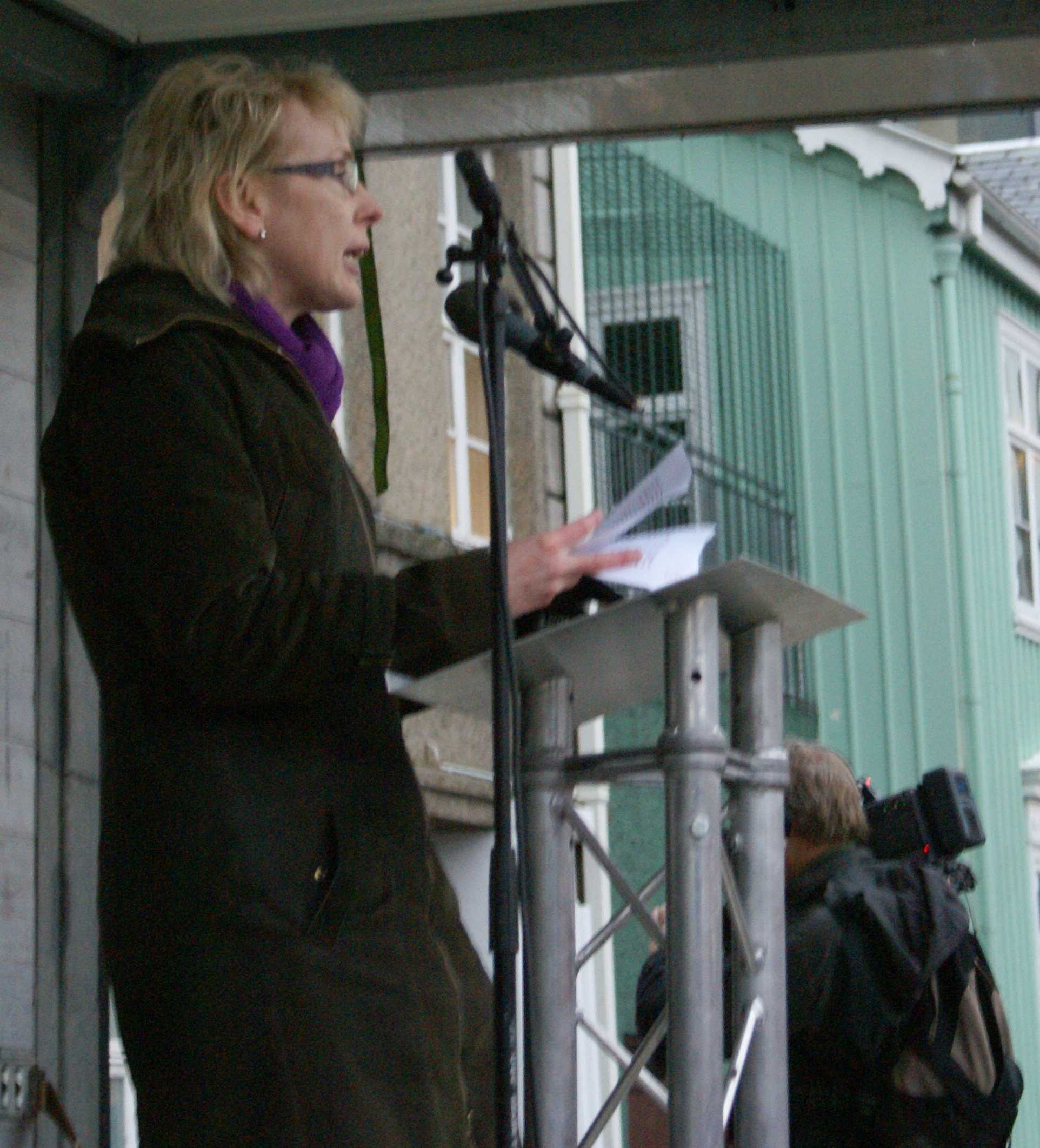
Lilja Mósesdóttir, 2009

Lilja Mósesdóttir (* 11. November 1961 in Reykjavík) ist eine isländische Politikerin.

## Leben
Die promovierte Ökonomin war von 2009 bis 2013 Abgeordnete des isländischen Parlaments Althing für den Wahlkreis Reykjavík-Süd, zunächst als Mitglied der Links-Grünen Bewegung. Sie war unter anderem Mitglied des Parlamentskomitees für Bildung, des Komitees für Wirtschaft und Steuern (Vizevorsitzende 2009–2010) und des Komitees für Handel (Vorsitzende 2009–2011). Von 2009 bis 2011 war Lilja Mósesdóttir auch Vorsitzende der isländischen Delegation in der Parlamentarischen Versammlung des Europarates.
Im März 2011 verließ Lilja Mósesdóttir zusammen mit Atli Gíslason die links-grüne Fraktion im Althing, trat jedoch zunächst noch nicht aus der Partei aus. Später gründete sie die neue Partei Samstaða („Solidarität“), die bei einer Wählerumfrage Anfang 2012 erheblichen Zuspruch fand, jedoch letztlich nicht zur Parlamentswahl in Island 2013 antrat.